# Museo Arquelógico Provincial de Alicante

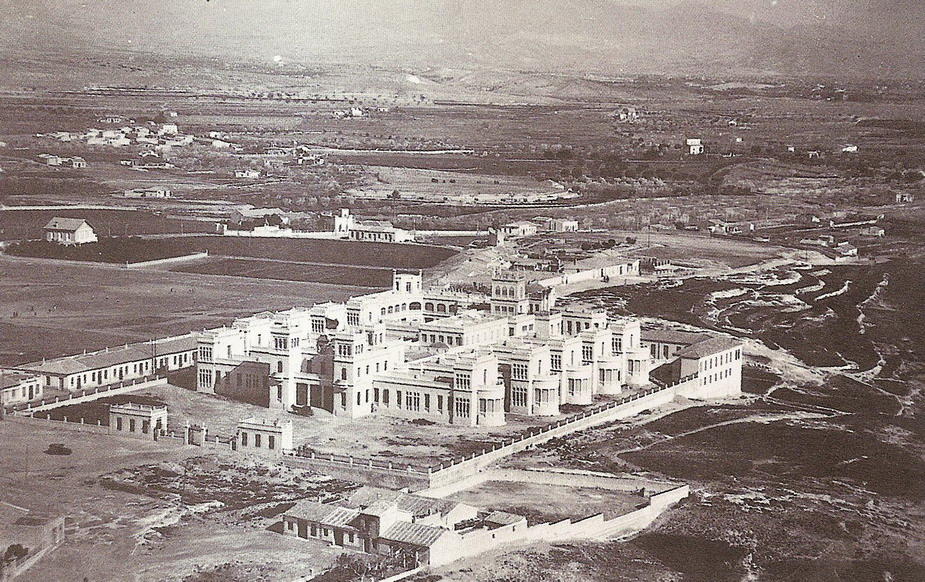
Hospital San Juan del Dios omkring 1930.

Museo Arquelógico Provincial de Alicante är ett arkeologiskt museum för provinsen Alicante i staden Alicante i Spanien.
Museet invigdes 1932 i en byggnad i stadens centrum och flyttade 2000 in i nuvarande lokaler i det tidigare
San Juan de Dios-sjukhuset i norra delen av Alicantes innerstad. Det har fyra stora utställningssalar på ömse sidor om en central axel som sträcker sig från entrén i nordostlig riktning. Fem av utställningshallarna används för permanenta utställningar av respektive förhistorisk tid, iberiska halvöns förhistoria,  romartid, medeltid och modern tid. Övriga hallar används för tillfälliga utställningar. Museet visar föremål från Costa Blanca.
Hospital San Juan del Dios ritades av Juan Vidal och uppfördes 1926-29 som provinssjukhus.
Museet fick 2004 priset European Museum of the Year Award